# Banqueting house (architettura)

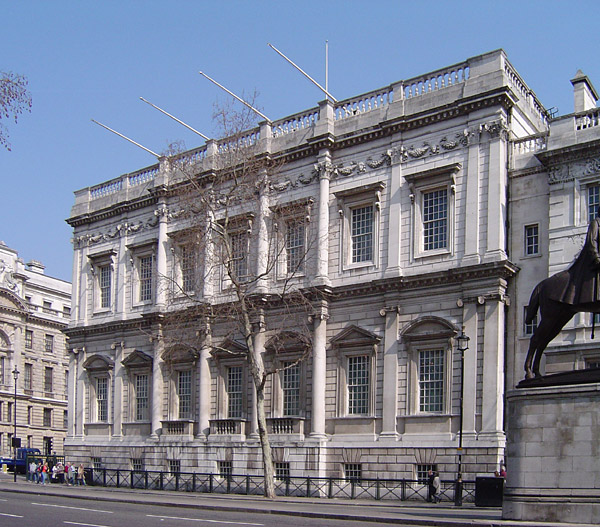
La Banqueting House di Whitehall, Londra

Nell'architettura inglese, in particolare a partire dal periodo Tudor in poi, la banqueting house era una struttura separata da una residenza principale che aveva forma di padiglione ed era raggiungibile tramite il giardino. Essa aveva una funzione di luogo di mero intrattenimento, in particolare per i pranzi ed i banchetti, da cui il nome. Essa poteva essere costruita anche sulla terrazza del tetto di un palazzo d'abitazione come in molte case prodigio del XVI secolo. La posizione sopraelevata poteva essere dovuta alla vista che vi si poteva godere, e poteva disporre anche di una propria cucina come nel caso di quella del Palazzo di Hampton Court o di Wrest Park, e poteva essere riccamente decorata; di norma non conteneva stanze da letto ed era composta da uno spazio grande e ammobiliato in maniera essenziale e funzionale. L'architettura era spesso ornamentale se non addirittura fantastica, ed alcune banqueting house erano anche dei capricci come nel caso della Paxton's Tower. Solitamente le banqueting house erano strutture con molte finestre, per apprezzare la vista all'esterno e per dare ampia luminosità agli spazi, con un'unica grande porta d'ingresso; le aree di servizio si trovavano sul retro.
In Inghilterra il termine "banquet" aveva due distinti significati: in primo luogo un pasto grandioso e formale (nel senso attuale del termine), ma anche un pranzo leggero che però si teneva in un luogo particolare.  Nei banchetti più grandi, la banqueting house era tipicamente utilizzata per consumare i dessert dopo aver cenato nella sala da pranzo dell'abitazione principale. In altri casi poteva essere utilizzata nelle belle giornate come luogo ove prendere il tè o per fare merende o colazioni leggere.
L'esempio più noto e certamente una delle più grandi è la Banqueting House di Whitehall, a Londra, un tempo parte del Palazzo di Whitehall. In questo caso si tratta di una grande sala da pranzo per banchetti ufficiali, ma potevano esservi esempi più semplici come Cholmley House nei pressi dell'abbazia di Whitby, che venne poi convertita in casa di campagna. La maggior parte delle banqueting houses potevano ospitare almeno 20 persone contemporaneamente. In Italia, una struttura equivalente fu quella della casina.

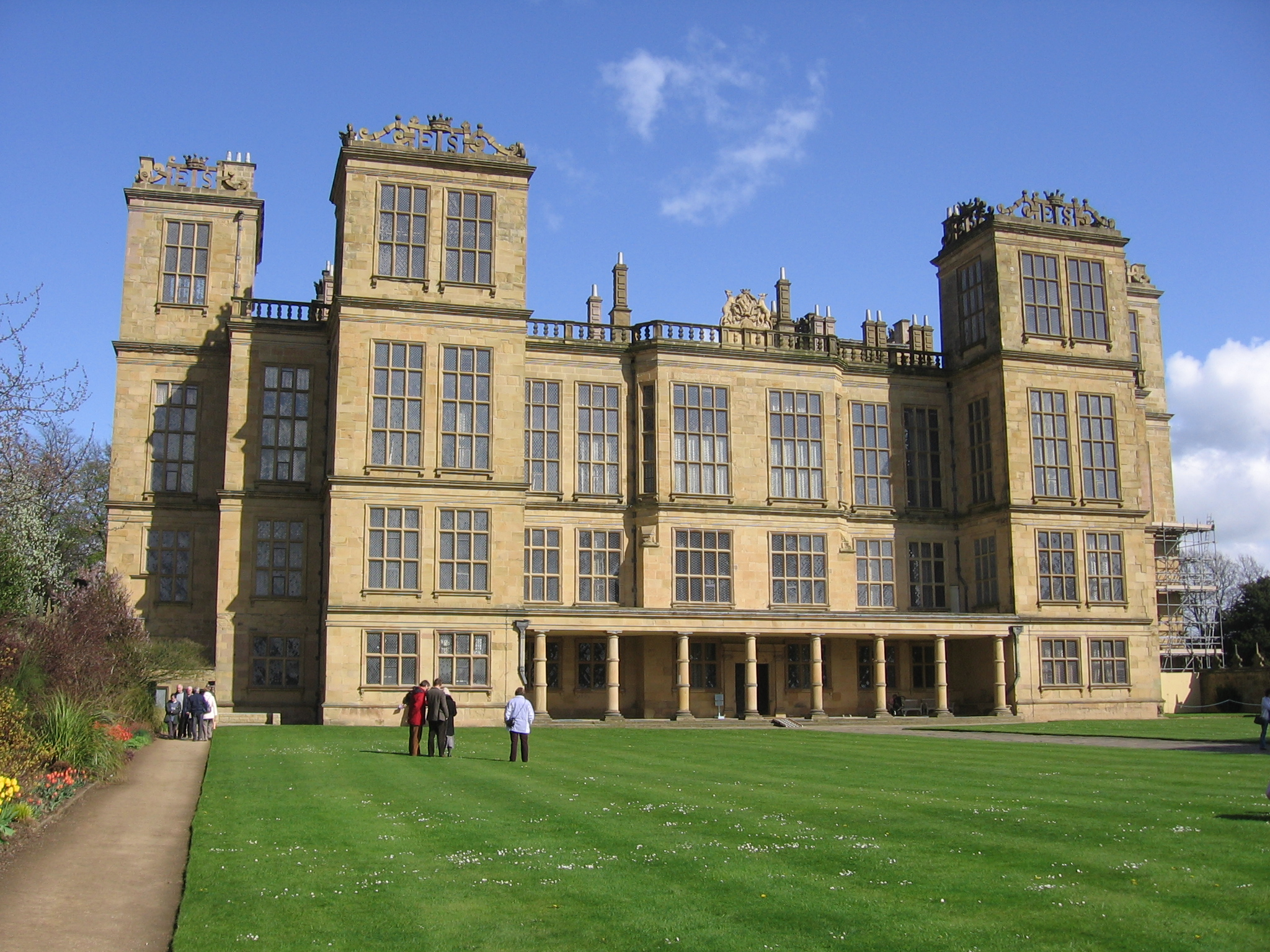
Hardwick Hall, costruita nel 1590-1597, disponeva di ben sei banqueting houses all'altezza dei tetti, raggiungibili tramite essi
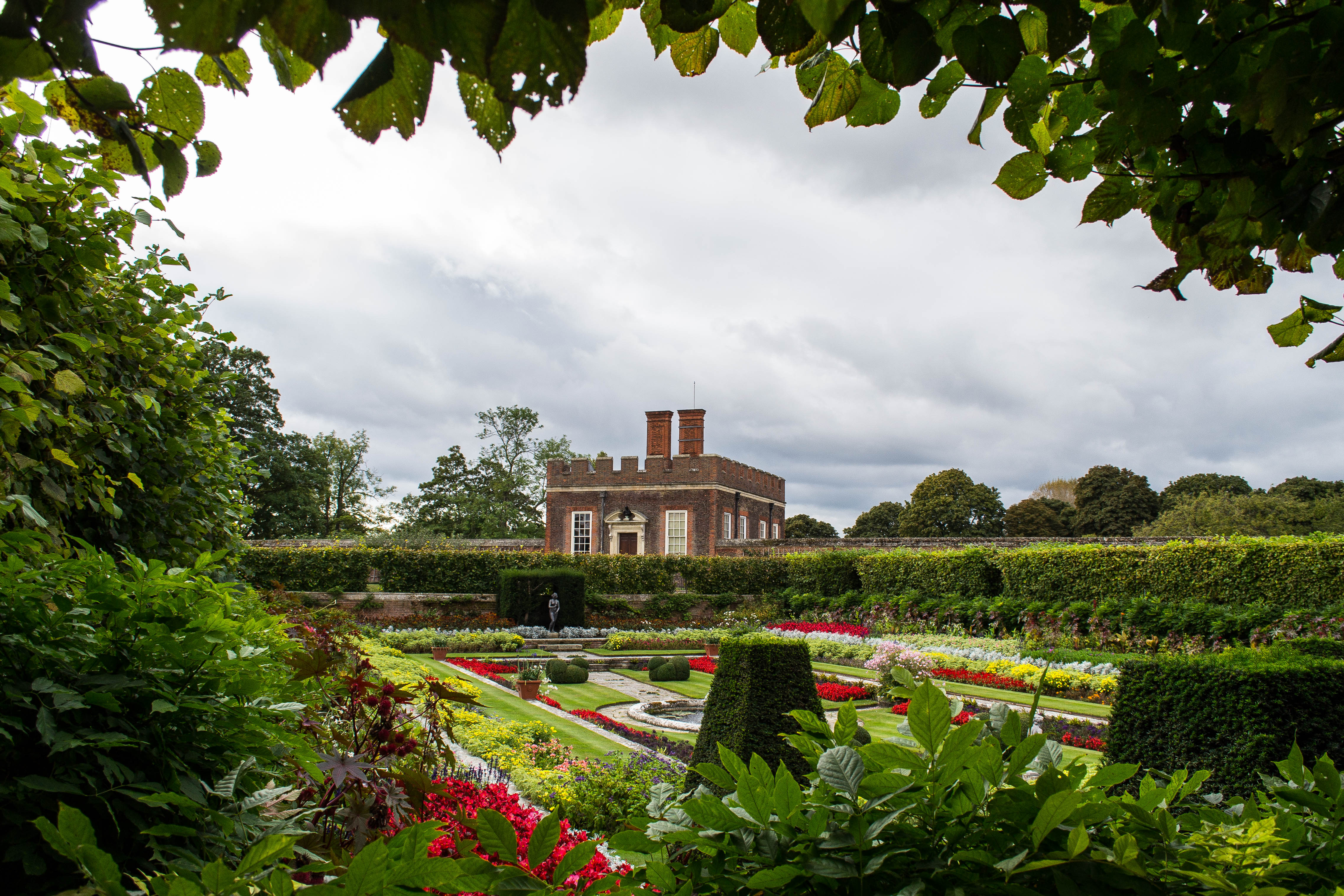
La banqueting house del Palazzo di Hampton Court
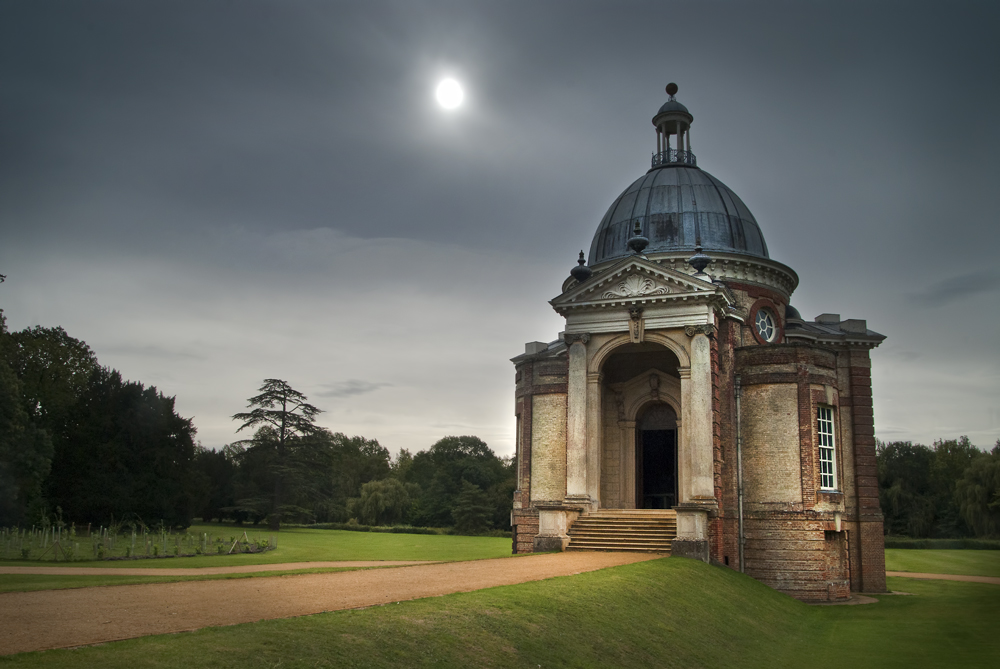
La banqueting house di Wrest Park, progettata da Thomas Archer nel 1711